# Johnny Bothwell

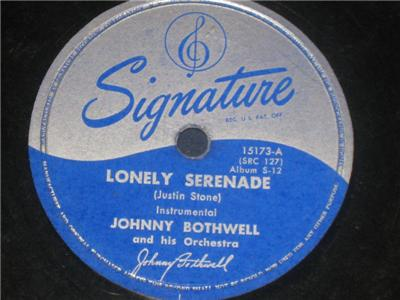
"Lonely Serenade", een opname van Johnny Bothwell op een 78 toerenplaat van Signature Records.

Johnny Bothwell (Gary, 23 mei 1919 - Lakeland, 12 september 1995) was een Amerikaanse jazz-altsaxofonist en bandleider.
Bothwell, als saxofonist beïnvloed door Johnny Hodges, speelde in Chicago en vanaf 1943 in New York, in de orkesten van Woody Herman (1943), Boyd Raeburn (1944-1945), Gene Krupa (1945) en Sonny Dunham (1944-1946). Hierna had hij tot 1949 eigen groepen en werkte hij in de Tin Pan Alley Club in Chicago, in New York en Boston. Bij hem speelden onder meer Joe Maini, Eddie Shu en Frank Isola. Rond 1949 vertrok hij naar Miami en was daarna niet meer actief als musicus.
Bothwell heeft meegespeeld op opnames van onder meer Dizzy Gillespie, Anita O'Day en Ben Webster. 

## Discografie
- Presenting Johnny Bothwell, Brunswick, 1953
- What Ever Happened to Johnny Bothwell (o.m. met Ray Nance en Harry Carney), Doctor Jazz, 1987